# Birom (langue)
Pour les articles homonymes, voir Birom.

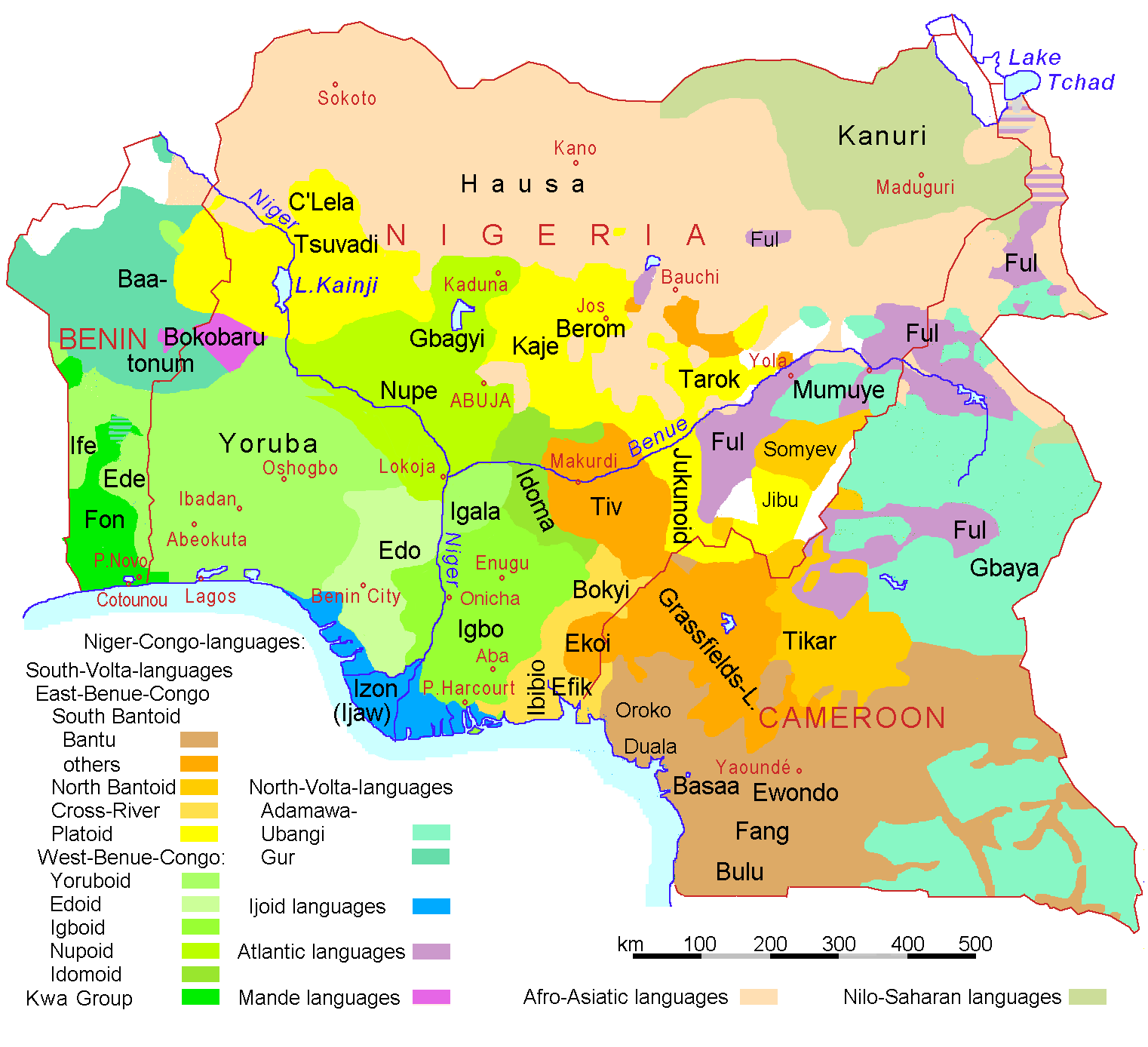
Carte des langues parlées entre le Nigéria, le Bénin et le Cameroune

Le birom, ou berom, est une langue de la branche du plateau nigérian des langues atlantico-congolaises, parlée par les Biroms dans le centre du Nigeria.

## Écriture
| a | b | c | d | e | ɛ | f | g | gb | h | i | j | k | kp | l | m | n | ng | o | ɔ | p | r | s | sh | t | ts | u | v | w | y | z |